# London Borough of Hackney
Der London Borough of Hackney [ˈhækni] ist ein Stadtbezirk von London. Er liegt nordöstlich des Stadtzentrums. Bei der Gründung der Verwaltungsregion Greater London im Jahr 1965 entstand er aus dem Metropolitan Borough of Hackney, dem Metropolitan Borough of Shoreditch und dem Metropolitan Borough of Stoke Newington im ehemaligen County of London.

## Öffentlicher Verkehr
Hackney hat Zugang zu lediglich einer U-Bahn-Station, Manor House (Piccadilly Line). Die Station Old Street (Northern Line) in Islington liegt direkt hinter der südwestlichen Grenze des Boroughs. Mit der North London Line und der East London Line ist Hackney auch mit dem London-Overground-Netzwerk verbunden. Diese halten an jeweils vier Stationen in Hackney.
Des Weiteren führen einige National-Rail-Linien durch Hackney. Die Lea Valley Lines fahren vom Bahnhof Liverpool Street nach Chingford, Cheshunt oder Enfield Town und halten dabei bis zu fünf Mal in Hackney. Ab 2015 werden diese Linien vom London Overground betrieben. Züge nach Hertford East halten am Bahnhof Hackney Downs. Außerdem hält an Werktagen der First Capital Connect am Bahnhof Old Street.

## Geschichte
Der Name „Hackney“ entstand als Abwandlung von Hackenaye oder Hacqueny, wie Übermittlungen aus dem 13. Jahrhundert aufzeigen. Von 1596 bis 1604 lebten Edward de Vere, 17. Graf von Oxford, der als Günstling von Königin Elisabeth I. und als Förderer der Künste bekannt ist, und seine zweite Gattin Elizabeth Trentham in dem damaligen Londoner Vorort Hackney. Sie bewohnten den King’s Place. Edward de Vere starb am 24. Juni 1604 in Hackney und soll in der dortigen Kirche begraben sein.

## Stadtteile
- Dalston
- De Beauvoir Town *
- Finsbury Park *
- Hackney Central
- Hackney Downs
- Hackney Marshes
- Hackney Wick *
- Haggerston *
- Homerton
- Hoxton *
- Kingsland
- Lea Bridge
- London Fields
- Lower Clapton
- Manor House
- Newington Green
- Shacklewell
- Shoreditch
- South Hackney
- Stamford Hill
- Stoke Newington *
- Upper Clapton *

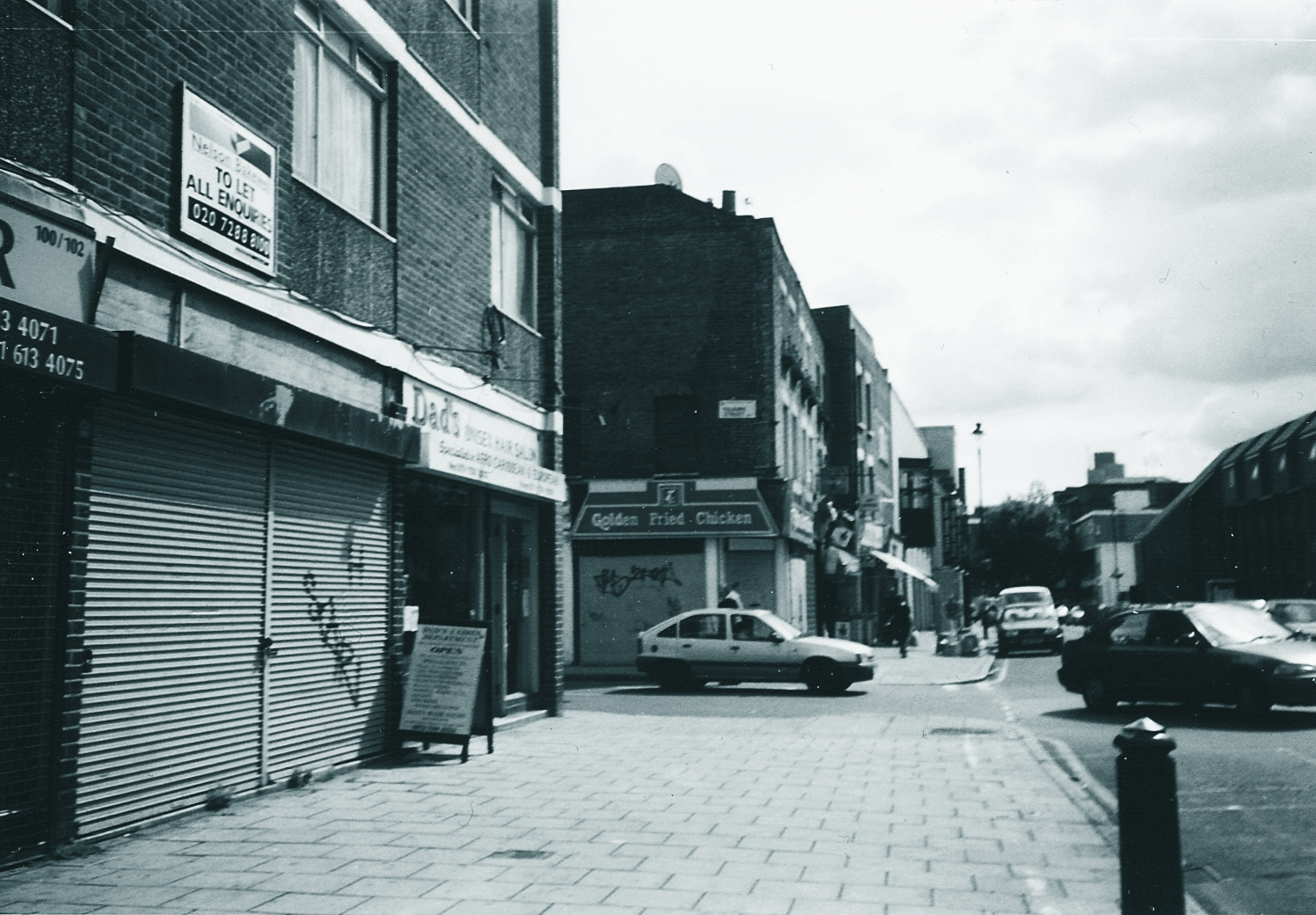
Hoxton Street in Shoreditch/Hackney (2002)

* - Zu entsprechenden Stadtteilen gibt es noch keine eigenen Artikel, nur Weiterleitungen hierher.

## Bevölkerung
Die Bevölkerung setzte sich 2008 aus 61,8 % Weißen, 9,6 % Asiaten, 20,9 % Schwarzen und 1,4 % Chinesen zusammen.

## Politik

### Hackney London Borough Council
- Greens: 3
- Labour: 45
- Cons.: 6
- Unabh.: 3

Unabh. = Hackney Independent Socialist Group (3)

## Persönlichkeiten
- William Roberts (1872–unbekannt), Koch und Expeditionsteilnehmer
- Eddie Baily (1925–2010), Fußballspieler
- John Berger (1926–2017), Schriftsteller
- Buster Bloodvessel (* 1958), Musiker
- Marc Bolan (1947–1977), Rockmusiker
- Eric Bristow (1957–2018), Dartspieler
- Gary Brooker (1945–2022), Rockmusiker
- Ronnie Bull (* 1980), Fußballspieler
- Phil Collen (* 1957), Rockmusiker
- Edward Theodore Compton (1849–1921), Alpenmaler
- Idris Elba (* 1972), Schauspieler
- John Elliott (1901–1945), Boxer
- Alice Gardner (1854–1927), Althistorikerin
- Deschanel Gordon (* ≈1998), Jazzmusiker
- Edmond Halley (1656–1742), Astronom
- Thomas Hayward (1768–1797), Seeoffizier der britischen Royal Navy
- Shaka Hislop (* 1969), Fußballspieler
- Anne Keothavong (* 1983), Tennisprofi
- Bernard Lewis (1916–2018), britisch-amerikanischer Publizist und Historiker
- William Lyttle (1931–2010), Exzentriker
- Jean Marsh (1934–2025), Schauspielerin und Drehbuchautorin
- Nicko McBrain (* 1952), Rockmusiker
- Terry Miles (* 1966), Musiker
- Warren Mitchell (1926–2015), Schauspieler
- Laurie Morgan (1926–2020), Jazzmusiker
- Dave Murray (* 1956), Rockmusiker
- Michael Page (* 1987), Boxer und MMA-Kämpfer
- James Parkinson (1755–1824), Arzt und Paläontologe
- Harold Pinter (1930–2008), Theaterautor und Regisseur
- Professor Green (* 1983), Rapper
- Jeff Rich (* 1953), Rock-Schlagzeuger
- Ruby Ashbourne Serkis (* 1998), Schauspielerin
- Daniel Sharman (* 1986), Schauspieler
- Adrian Smith (* 1957), Rockmusiker
- Charles Sotheran (1847–1902), Journalist, Politiker und Theosoph
- Alan Sugar (* 1947), Unternehmer
- Jessica Tandy (1909–1994), Schauspielerin
- Richard Taylor (* 2000), Fußballspieler
- Des Walker (* 1965), Fußballspieler
- Sanchez Watt (* 1991), Fußballspieler
- Mary Wollstonecraft (1759–1797), Schriftstellerin und Frauenrechtlerin

## Städtepartnerschaften
Es bestehen bzw. bestanden Partnerschaften mit dem Landkreis Göttingen (seit 2005 aus finanziellen Gründen ruhend), mit der Stadt Haifa in Israel sowie mit Bridgetown, der Hauptstadt von Barbados.